# Lukáš Hrádecký
Lukáš Hrádecký (Bratislava, 24 november 1989) is een Fins profvoetballer van Slowaakse afkomst die speelt als doelman. Hij verruilde Eintracht Frankfurt in juli 2018 transfervrij voor Bayer 04 Leverkusen. Hrádecký debuteerde in 2010 in het Fins voetbalelftal.

## Clubcarrière

### TPS
Hradecky is geboren in Bratislava maar groeide op in Turku in Finland. Daar begon hij ook met voetballen, bij TPS Turku. In 2008 speelde hij in Ruurlo in het International Karel Stegeman onder 19-jeugdtoernooi, waar hij de prijs voor beste doelman won. Hij kwam nooit tot een wedstrijd voor TPS. 

### Esbjerg fB
In de zomer van 2008 maakte hij de overstap naar het Deense Esbjerg fB. Daar werd hij in eerste instantie reservekeeper. Op 26 juli 2009 maakte hij op 19-jarige leeftijd zijn debuut in het profvoetbal en voor Esbjerg. Op 3 augustus 2010 werd bekend dat Hradecky opgeroepen werd door een proefweek bij Manchester United FC als vervanger voor de vertrokken Tom Heaton. Hradecky besloot echter bij Esbjerg te blijven. Na vijf wedstrijden in zijn tweede seizoen ging hij langzaam meer wedstrijden keepen; in 2010/11 kwam hij tot elf wedstrijden. Het seizoen erop werd hij eerste doelman van Esbjerg. Hij miste slechts één competitiewedstrijd en werd landskampioen met Esbjerg. In het seizoen erop won Hradecky met Esbjerg de Deense beker. Vervolgens liep zijn contract af. Hij kwam tot 85 wedstrijden voor Esbjerg.

### Brøndby IF
Op 12 juni 2013 trok Hradecky transfervrij naar Brøndby IF, waar hij een contract voor vier jaar tekende tot de zomer van 2017. Negen dagen later maakte hij tegen FC Vestsjælland zijn debuut voor Brøndby. Hij speelde twee jaar voor Brøndby, maar kon in de zomer van 2015 de interesse genieten van andere clubs. Hij kwam tot 80 wedstrijden.

### Eintracht Frankfurt
In augustus 2015 maakte Hradecky de overstap naar Eintracht Frankfurt, voor een bedrag van naar verluidt 2,5 miljoen euro. Op 16 augustus maakte hij tegen VfL Wolfsburg zijn debuut. Eintracht eindigde dat seizoen zestiende en wist zich in een tweeluik 1. FC Nürnberg te verzekeren van nog een jaar Bundesliga-voetbal. Het seizoen erop bereikte Hradecky met Frankfurt de finale van de DFB-Pokal, die met 1-2 verloren werd van Borussia Dortmund. Een jaar later was  het wel raak: Hrádecký maakte als basisspeler deel uit van de ploeg die op zaterdag 19 mei 2018 de DFB-Pokal won door in de finale FC Bayern München met 3–1 te verslaan. Het was de eerste grote prijs voor de club in dertig jaar. Dat seizoen werd hij bovendien uitgeroepen tot Bundesliga Doelman van het Jaar. Hij speelde drie jaar voor Eintracht en kwam daarin tot 116 wedstrijden.

### Bayer Leverkusen
In mei 2018 maakte Bayer 04 Leverkusen bekend dat het Hradecky transfervrij zou overnemen van Eintracht Frankfurt. Hij tekende een contract tot de zomer van 2023. Op 15 september 2018 maakte hij tegen Bayern München zijn debuut voor Bayer Leverkusen. In zijn eerste seizoen eindigde hij vierde in de competitie en kwam hij tot 40 wedstrijden. Het seizoen erop miste Hradecky geen enkele competitiewedstrijd en bereikte hij opnieuw de finale van de DfB Pokal, die hij verloor van FC Bayern München. Hij maakte wel zijn debuut in de UEFA Champions League, maar werd derde in een poule met Juventus FC, Atlético Madrid en Lokomotiv Moskou. In de UEFA Europa League versloeg Bayer Leverkusen vervolgens FC Porto en Rangers Football Club, waarna het in de kwartfinale werd uitgeschakeld door Internazionale. 
Aan het begin van het seizoen 2020/21 werd Hradecky uitgeroepen tot nieuwe aanvoerder. Op 6 augustus 2022 werd hij met rood van het veld gestuurd, omdat hij met zijn handen buiten het strafschopgebied de bal met zijn handen pakte. Dat seizoen bereikte Bayer Leverkusen, onder de halverwege het seizoen gearriveerde nieuwe trainer Xabi Alonso, de halve finale van de Europa League, waarin het uitgeschakeld door verliezend finalist AS Roma. In het seizoen 2023/24 deed Bayer Leverkusen een serieuze poging om voor het eerst in de clubgeschiedenis de Bundesliga en de hegemonie van Bayern München te verbreken. Eind maart 2024 had Bayer Leverkusen een serieuze voorsprong op Bayern. Hradecky had tot dan toe slechts één competitiewedstrijd gemist. Op 14 april won hij met Bayer de Bundesliga door Werder Bremen met 5-0 te verslaan.  

## Clubstatistieken
| Seizoen | Club                | Competitie    | Competitie | Competitie | Beker | Beker | Internationaal | Internationaal | Totaal | Totaal |
| Seizoen | Club                | Competitie    | Wed.       | Dlp.       | Wed.  | Dlp.  | Wed.           | Dlp.           | Wed.   | Dlp.   |
| ------- | ------------------- | ------------- | ---------- | ---------- | ----- | ----- | -------------- | -------------- | ------ | ------ |
| 2008    | TPS Turku           | Veikkausliiga | 0          | 0          | 0     | 0     | —              | —              | 0      | 0      |
| 2008/09 | Esbjerg fB          | Superligaen   | 0          | 0          | 0     | 0     | —              | —              | 0      | 0      |
| 2009/10 | Esbjerg fB          | Superligaen   | 5          | 0          | 0     | 0     | —              | —              | 5      | 0      |
| 2010/11 | Esbjerg fB          | Superligaen   | 13         | 0          | 2     | 0     | —              | —              | 15     | 0      |
| 2011/12 | Esbjerg fB          | Superligaen   | 25         | 0          | 1     | 0     | —              | —              | 26     | 0      |
| 2012/13 | Esbjerg fB          | Superligaen   | 33         | 0          | 6     | 0     | —              | —              | 39     | 0      |
| 2013/14 | Brøndby IF          | Superligaen   | 33         | 0          | 0     | 0     | —              | —              | 33     | 0      |
| 2014/15 | Brøndby IF          | Superligaen   | 33         | 0          | 3     | 0     | 2              | 0              | 38     | 0      |
| 2015/16 | Brøndby IF          | Superligaen   | 3          | 0          | 0     | 0     | 6              | 0              | 9      | 0      |
| 2015/16 | Eintracht Frankfurt | Bundesliga    | 36         | 0          | 1     | 0     | —              | —              | 37     | 0      |
| 2016/17 | Eintracht Frankfurt | Bundesliga    | 33         | 0          | 6     | 0     | —              | —              | 39     | 0      |
| 2017/18 | Eintracht Frankfurt | Bundesliga    | 34         | 0          | 6     | 0     | —              | —              | 40     | 0      |
| 2018/19 | Bayer Leverkusen    | Bundesliga    | 32         | 0          | 2     | 0     | 6              | 0              | 40     | 0      |
| 2019/20 | Bayer Leverkusen    | Bundesliga    | 34         | 0          | 5     | 0     | 11             | 0              | 50     | 0      |
| 2020/21 | Bayer Leverkusen    | Bundesliga    | 29         | 0          | 3     | 0     | 5              | 0              | 37     | 0      |
| 2021/22 | Bayer Leverkusen    | Bundesliga    | 32         | 0          | 2     | 0     | 7              | 0              | 41     | 0      |
| 2022/23 | Bayer Leverkusen    | Bundesliga    | 33         | 0          | 1     | 0     | 14             | 0              | 48     | 0      |
| 2023/24 | Bayer Leverkusen    | Bundesliga    | 28         | 0          | 1     | 0     | 0              | 0              | 29     | 0      |
| Totaal  | Totaal              | Totaal        | 436        | 0          | 39    | 0     | 51             | 0              | 526    | 0      |

## Interlandcarrière
Hrádecký debuteerde op 21 mei 2010  in het Fins voetbalelftal, onder leiding van bondscoach Stuart Baxter. Hij speelde die dag in een oefeninterland uit tegen Estland (2-0 nederlaag) in Tallinn, waarin hij na de eerste helft inviel voor een andere debutant, Jukka Lehtovaara. Ook aanvaller Mika Ääritalo maakte in die wedstrijd zijn debuut in de nationale ploeg.

## Erelijst
| Competitie           |            |            |            |            |
| Competitie           | Aantal     | Jaren      |            |            |
| Esbjerg fB           | Esbjerg fB | Esbjerg fB | Esbjerg fB | Esbjerg fB |
| -------------------- | ---------- | ---------- | ---------- | ---------- |
| Kampioen 1. division | 1x         | 2011/12    |            |            |
| Beker van Denemarken | 1x         | 2012/13    |            |            |
| Eintracht Frankfurt  |            |            |            |            |
| DFB-Pokal            | 1x         | 2017/18    |            |            |
| Bayer Leverkusen     |            |            |            |            |
| Kampioen Bundesliga  | 1x         | 2023/24    |            |            |
| DFB-Pokal            | 1x         | 2023/24    |            |            |
| DFL-Supercup         | 1x         | 2024       |            |            |